# Poustka (okres Cheb)
Obec Poustka (německy: Oed) se nachází v okrese Cheb, kraj Karlovarský. Na katastru místní části Ostroh se nachází hrad Seeberg. Žije zde 170 obyvatel.

## Historie
První písemná zmínka o Poustce pochází z roku 1275, kdy je zmiňována s lénem a panským sídlem ministeriálním rodem s predikátem z Oedu. V držení pánů z Oedu byla snad ještě v polovině 14. století. V průběhu 15. století drželi vesnici Paulsdorfové. Panské sídlo vzniklo koncem již ve 13. století, které však zaniklo. Později zde bylo založeno nové tvrziště, ze kterého se dochovala hrázděná obdélná budova. Ta však byla v roce 1945 zbořena.
Samostatná obec Poustka spolu s obcí Ostroh a osadou Drahov byly v sedmdesátých letech 20. století připojeny ke středisku vyššího typu, k Františkovým Lázním. Po roce 1989 docházelo ke vzniku nových samostatných obcí a tak k 1. lednu 1992 vznikl i zde nový administrativní celek – obec Poustka s vlastním správním územím o výměře 694 ha. Území je členěno do mírně zvlněného terénu ve výšce 510–550 m n. m.

## Obyvatelstvo
Při sčítání lidu v roce 1921 zde žilo 144 obyvatel, všichni německé národnosti. K římskokatolické církvi se hlásilo 142 obyvatel, dva k evangelické.
| Rok            | 1869 | 1880 | 1890 | 1900 | 1910 | 1921 | 1930 | 1950 | 1961 | 1970 | 1980 | 1991 | 2001 | 2011 |
| -------------- | ---- | ---- | ---- | ---- | ---- | ---- | ---- | ---- | ---- | ---- | ---- | ---- | ---- | ---- |
| Počet obyvatel | 183  | 243  | 207  | 175  | 195  | 144  | 152  | 55   | 47   | 39   | 78   | 73   | 85   | 98   |
| Počet domů     | 25   | 25   | 28   | 26   | 25   | 23   | 24   | 22   | 25   | 11   | 13   | 14   | 14   | 16   |

| Rok            | 1869 | 1880 | 1890 | 1900 | 1910 | 1921 | 1930 | 1950 | 1961 | 1970 | 1980 | 1991 | 2001 | 2011 |
| -------------- | ---- | ---- | ---- | ---- | ---- | ---- | ---- | ---- | ---- | ---- | ---- | ---- | ---- | ---- |
| Počet obyvatel | 734  | 806  | 734  | 662  | 660  | 542  | 552  | 148  | 115  | 109  | 114  | 99   | 117  | 153  |
| Počet domů     | 85   | 97   | 100  | 94   | 93   | 90   | 92   | 67   | 25   | 25   | 24   | 38   | 25   | 35   |

## Obecní správa a politika

### Místní části
- Poustka
- Ostroh

V letech 1930–1975 k obci patřila i Mýtinka.

## Společnost

### Školství
- Základní škola a mateřská škola Hazlov

### Kultura
- Hrad Seeberg
- Naučná stezka